# Сент Пол (округ Сан Патришио, Тексас)
Сент Пол (енгл. St. Paul, San Patricio County) насељено је место без административног статуса у америчкој савезној држави Тексас.

## Демографија
По попису из 2010. године број становника је 584, што је 42 (7,7%) становника више него 2000. године.
| Група             | 2000.       | 2010.       |
| Белци             | 184 (33,9%) | 160 (27,4%) |
| Афроамериканци    | 1 (0,2%)    | 0 (0,0%)    |
| Азијати           | 0 (0,0%)    | 0 (0,0%)    |
| Хиспаноамериканци | 356 (65,7%) | 418 (71,6%) |
| Укупно            | 542         | 584         |